# 間違われちゃった男
『間違われちゃった男』（まちがわれちゃったおとこ）は、2013年4月13日から6月22日まで、フジテレビ系列土ドラ枠（23:10 - 23:55、JST）で放送された日本のテレビドラマ。全11話。

## 概要
東京セレソンデラックスの舞台『ぴえろ』をベースに、作者である宅間孝行自身が再構築してドラマ用に新たに脚本を書き下ろし、さらにチーフディレクターとして初めて連続ドラマの演出を担当する。主役の沢木裕次郎を演じる古田新太は本作が連続ドラマの初主演作品となる。東京の下町・蔵前の寿司屋を舞台にした人情味あふれるコメディーで、舞台『ぴえろ』では描かれなかったエピソードを加えつつ、1日分のストーリーを1話として10日あまりの物語が展開していく。毎回様々な分野からのゲストが登場し、スタッフロールの部分は設定のみを与えられたキャストによるエチュードによって演じられる。
フジテレビのYouTube公式チャンネルであるフジテレビ「ミトカナイトフジ!」にて、サイドストーリーとなるスピンオフドラマ『かわされちゃった男』（かわされちゃったおとこ）が無料配信された。

## 物語
主人公のコソ泥・沢木裕次郎は、舎弟のヤスを連れてある晩東京の下町・蔵前にある寿司屋「寿司政」に忍び込むが、あっさり見つかってボコボコにされる。ところが失神した2人が目覚めると、10年前に店から失踪した腕利きの板前で、テルにそっくりな男・沢木のことをテルだと勘違いした寿司政の面々から思わぬ大歓迎を受ける。なんとか逃げ出そうと画策するものの、寿司政の置かれた窮状を知り、さらに沢木が寿司政の大将の娘・秋子に一目惚れしてしまったことから、逃げ出すことができずますます深みへとはまっていく。
2013年6月11日（-1日目）、大友政史の通夜、2013年6月12日（0日目）、大友政史の葬式が終わった23:30頃、本宮照夫が「寿司政」へ訪ねてくる。2013年6月13日（1日目）24:00頃、沢木裕次郎と川村靖が「寿司政」へ忍び込む。

## 登場人物
「スペシャルゲスト節」は間違われちゃった男公式HPトピックスで紹介されている人物を記述。その際、参考にしたトピックスを忘れずに出典として追記する。
また、それ以外の単発ゲストは「その他節」に記述。

### 主要人物
沢木 裕次郎
演 - 古田新太
人情に厚くて涙もろく、人の良さが災いして失敗ばかりを繰り返すさえないコソ泥。10年前に寿司政から姿を消した腕利き職人「テル」にそっくりだったことから「テル」に間違われる。
本宮 照夫〈42〉
演 - 古田新太（第8話まで写真のみ / 第9話）
寿司職人。通称「テル」。中学卒業後に寿司政に修行に入り、独立するなら資金を提供しても良いとハセガワフラワーの先代社長に言われるほどの腕のいい職人となったが、10年前、30歳を過ぎた頃に突然寿司政から姿を消した。
川村 靖
演 - 中丸雄一
沢木の舎弟で、通称「ヤス」。沢木のことを「兄貴」と慕う。寿司政では咄嗟に「鈴木胸男」と名乗る。
大友 秋子
演 - 戸田菜穂
寿司政の長女。銀座の高級クラブのホステス。急逝した大将の後を受け、大将の残した寿司政を必死に守ろうとする。
大友 春子〈29〉
演 - 佐藤めぐみ
寿司政の次女。姉思いで明るい性格。声優志望で、声優事務所に所属。
待場 順平
演 - 木村了
寿司政の従業員。元鳶職人。弟子入りして3年だが、主に接客担当の見習いで板前としてはほぼ素人。
碓井 幸
演 - 三倉佳奈
生花店・ハセガワフラワーに先週入ったばかりのアルバイト店員。通称「伝書鳩」。もじもじとした仕草でたどたどしく話し、寿司政にちょくちょく現れて2人の様子を窺う。
広岡 公
演 - 阪田マサノブ
闇金融・デラックスローンの借金取立人。
桃山 エリカ〈29〉
演 - ICONIQ
借金取立人。元は人気抜群のAV女優。春子と生年月日が同じ。
藤原 源太
演 - 大河内浩
寿司政の隣にある銭湯・藤の湯の三代目主人で、大将の幼馴染。秋子と春子を自分の娘のようにかわいがる。
藤原 セツコ
演 - 石田えり
源太の妻で、藤の湯の女将。世話好きで、源太とともに秋子と春子のことを気遣う。
大友 政史 (回想)
演 - 金田明夫
寿司政の大将。秋子と春子の父。沢木たちが忍び込む4日前にクモ膜下出血で急逝した。

### その他
小野寺 淳介
演 - 小木茂光（第3 - 4・7・10 - 最終話）
警視庁蔵前北警察署盗犯係刑事。蔵前管内の寿司屋だけを狙った連続窃盗事件を捜査している。
香田 和彦
演 - 伊藤高史（第3 - 4・7・10 - 最終話）
小野寺の相棒。町田署勤務時代に沢木と面識がある。
小百合
演 - 上野なつひ（第3話は声のみ / 第9話）
春子の親友。春子と同じ声優事務所に所属。
住吉 千穂
演 - 大久保佳代子（第4・最終話）
ヤスの元彼女。通称「毒婦」。ヤスのお金を騙し取り、彼と破局後、ヤスが練炭自殺する原因を作る。その後、男性の連続不審死に関与している重要参考人として警察に逮捕される。
砂塚 舞
演 - 柴田理恵（第5 - 6・8・最終話）
砂塚クリーニング店店主。通称「レバ子」。焼肉屋で5人前のレバーを食べるくらいレバーが好き。春子から頼まれた沢木たちの泥棒衣装を洗濯して返却するが、他人の服と間違えて渡してしまう。
八幡山 アキラ
演 - 永井大（第5・8・10 - 最終話）
幸の彼氏。幸と喧嘩した勢いで彼女からテルと交際していると聞かされ、激怒したアキラが寿司政に乗り込む。一旦、怒り狂うと周りの状況も顧みず暴れ、幸に落語家の卵だと嘘をつき、お金を騙し取っていた。
御手洗 さおり
演 - 中村玉緒（第6・最終話）
セツコの母。藤の湯大女将。昔から蔵前暮らし。源太の母と親友。
赤間 知花
演 - 南明奈（第7 - 8・最終話）
OKC48所属のアイドル。通称「ちーちゃん」。元ヤンキー。中学時代から順平と交際している。
八幡山 崇
演 - カンニング竹山（第8・最終話）
高校教師。アキラの兄。テルが悪さをしていた頃の悪友で久し振りに昔の親友と再会したときにテル本人でないことに気付く。
永田 恵悟
演 - 野間口徹（第10話）
秋子の幼馴染。浅草橋の不動産屋社員。寿司政の売却を決心した秋子から依頼を受け、寿司政の店舗と自宅を査定する。
宮前 利成
演 - 宮根誠司（第10・最終話）
宮前診療所医師。睡眠薬を服用して自殺を図った秋子を処置する。テルの初期対応が的確だったから大事に至らなかったと話す。

### スペシャルゲスト
長谷川 好吉
演 - 羽鳥慎一（第1・8・最終話）
ハセガワフラワーの2代目社長。旧知の仲であるテルが帰ってきたと思い込み、幸にお祝いの花を届けさせる。　
三ツ矢 雄二
演 - 三ツ矢雄二（第2・最終話）
声優。春子が所属する声優事務所の社長。
片淵 忍
演 - 清水宏保（第3・7・最終話）
寿司政の近くに店を構える寿司店・宝寿司の2代目。通称：ブッチー。スポーツマンのようにがっちりした体格にもかかわらず気が弱いため、以前にテルにこっぴどくいじめられた過去があり、10年ぶりにテルが寿司政に戻ってきたのを聞きつけて挨拶にやって来る。

## スタッフ
- 原作 - 宅間孝行『ぴえろ』（東京セレソンデラックス）
- 脚本 - 宅間孝行
- 音楽 - 白石めぐみ
- 演出 - 宅間孝行、成田岳、森脇智延
- ナレーション - 大和田美帆
- 演出補 - 三橋利行
- VFX - 田中雅文
- フードコーディネート - 住川啓子
- 寿司指導 - 高野漁
- 撮影協力 - 台東区フィルム・コミッション
- プロデュース - 関口大輔、古郡真也（FILM）
- プロデュース補 - 大坪加奈
- 制作協力 - FILM
- 制作著作 - フジテレビ

## 放送日程
| 各話                                                      | 放送日  | サブタイトル     | 演出     | 視聴率 |
| --------------------------------------------------------- | ------- | ---------------- | -------- | ------ |
| 第1話                                                     | 4月13日 | 泥棒来たー!      | 宅間孝行 | 8.8%   |
| 第2話                                                     | 4月20日 | 寿司政、好き好き | 宅間孝行 | 6.0%   |
| 第3話                                                     | 4月27日 | 刑事が来たー!    | 成田岳   | 5.3%   |
| 第4話                                                     | 5月04日 | ついにバレた!?   | 成田岳   | 5.6%   |
| 第5話                                                     | 5月11日 | 騙されてたー!!   | 森脇智延 | 5.8%   |
| 第6話                                                     | 5月18日 | 恋の季節です!    | 成田岳   | 5.1%   |
| 第7話                                                     | 5月25日 | 知らされた真実!  | 森脇智延 | 7.5%   |
| 第8話                                                     | 6月01日 | 暴かれた秘密!    | 成田岳   | 5.8%   |
| 第9話                                                     | 6月08日 | 決行の日         | 宅間孝行 | 5.2%   |
| 第10話                                                    | 6月15日 | それぞれの秘策!  | 森脇智延 | 5.8%   |
| 最終話                                                    | 6月22日 | 永遠の想い!?     | 成田岳   | 6.3%   |
| 平均視聴率 6.1%（視聴率は関東地区・ビデオリサーチ社調べ） |         |                  |          |        |

## コラボレーションCM
前番組の『高校入試』『カラマーゾフの兄弟』に続き、筆頭スポンサー・日産自動車による土ドラ枠限定のインフォマーシャル「NISSAN ドラマinドラマ」を放送。今回はそのSEASON3として『間違えてバカリの男』を放送している。前々作、前作に引き続き、バカリズムが出演。バカリズムが「間違えてバカリの男」、本作の原作・脚本を担当している宅間孝行が「寿司宅」店主、六日目から新しいキャラクターとして登場した「知らない女」を南條有香が演じている。八日目には冒頭の説明とクイズの出題に本編で大友秋子演じる戸田菜穂が出演した。物語は視聴者が今後の展開を特設サイト上から二択で選び、投票数の多かったものが次週放送される。

## トリビア
- ドラマ撮影前に全話の脚本が完成しており、0日目を描く第9話から撮影が開始された。第9話の後、時間順に第1話、第2話、第3話と撮影が進んだ。
- 第11話で描かれる10日目は、放送日である6月22日に設定されている。
- 当初脚本のみを担当する予定だった宅間孝行は、第1話、第2話、第9話の演出も担当している。
- 撮影は、CANONのC-300、2台の長回しで行った。1カットが長いのがこのドラマの特徴。